# Leichtathletik-Weltmeisterschaften 2011/Teilnehmer (El Salvador)
| Gelbes Symbol für Goldmedaillen mit stilisierten Olympischen Ringen | Graues Symbol für Silbermedaillen mit stilisierten Olympischen Ringen | Braundes Symbol für Bronzemedaillen mit stilisierten Olympischen Ringen |
| ------------------------------------------------------------------- | --------------------------------------------------------------------- | ----------------------------------------------------------------------- |
| —                                                                   | —                                                                     | —                                                                       |

Der Leichtathletik-Verband El Salvadors stellte bei den Leichtathletik-Weltmeisterschaften 2011 im koreanischen Daegu zwei Teilnehmer.

## Ergebnisse

### Männer

#### Laufdisziplinen
| Athlet                  | Disziplin   | Vorlauf | Vorlauf | Halbfinale | Halbfinale | Finale       | Finale |
| Athlet                  | Disziplin   | Zeit    | Platz   | Zeit       | Platz      | Zeit         | Platz  |
| ----------------------- | ----------- | ------- | ------- | ---------- | ---------- | ------------ | ------ |
| Emerson Esnal Hernández | 20 km Gehen |         |         |            |            | 1:30:48 h SB | 36     |

### Frauen

#### Laufdisziplinen
| Athletin          | Disziplin | Vorlauf        | Vorlauf | Halbfinale    | Halbfinale    | Finale        | Finale        |
| Athletin          | Disziplin | Zeit           | Platz   | Zeit          | Platz         | Zeit          | Platz         |
| ----------------- | --------- | -------------- | ------- | ------------- | ------------- | ------------- | ------------- |
| Gladys Landaverde | 1500 m    | 4:28,50 min SB | 33      | ausgeschieden | ausgeschieden | ausgeschieden | ausgeschieden |